# Párkányi járás
A Párkányi járás a Magyar Királyság Esztergom vármegyéjének Duna-balparti járása volt a trianoni békeszerződés előtt, illetve a második világháború idején.

## Története
A békeszerződés itt a Duna fősodorvonalán jelölte ki Magyarország és az újonnan alakult Csehszlovákia határát, ezzel az új államhoz csatolta a járást. A második világháború „előestéjén” megrendezett Első bécsi döntés értelmében a terület visszakerült magyar fennhatóság alá, újra fölállt a járás is. A világháborút elvesztő Magyar Királyság a háború végeztével azonban újra kénytelen volt lemondani róla.

## Települései
A járás lakossága az 1910-es népszámlálás idején 37 092 fő volt. A települések:
- Bart
- Bátorkeszi
- Béla (Szlovákia)
- Bény (Szlovákia)
- Búcs
- Dunamocs
- Ebed
- Érsekkéty
- Farnad
- Gyiva
- Karva
- Kéménd (Szlovákia)
- Kicsind
- Kisújfalu
- Köbölkút
- Kőhídgyarmat
- Kural
- Libád
- Magyarszőgyén
- Muzsla
- Nagyölved
- Nána
- Németszőgyén
- Párkány
- Sárkányfalva